# Raveneliaceae
Raveneliaceae Leppik – rodzina grzybów z rzędu rdzowców (Pucciniales).

## Systematyka
Pozycja w klasyfikacji według Index Fungorum
Pucciniales, Incertae sedis, Pucciniomycetes, Pucciniomycotina, Basidiomycota, Fungi.
Rodzaje
Według aktualizowanej klasyfikacji Index Fungorum bazującej na Dictionary of the Fungi do rodziny tej należą rodzaje:
- Allotelium Syd. 1939
- Anthomyces Dietel 1899
- Anthomycetella Syd. & P. Syd. 1916
- Apra J.F. Hennen & F.O. Freire 1979
- Bibulocystis J. Walker, Beilharz, Pascoe & Priest 2006
- Cumminsina Petr. 1955
- Cystomyces Syd. 1926
- Diabole Arthur 1922
- Diabolidium Berndt 1995
- Dicheirinia Arthur 1907
- Diorchidiella J.C. Lindq. 1957
- Diorchidium Kalchbr. 1882
- Esalque J.F. Hennen, Figueiredo & A.A. Carvalho 2000
- Hapalophragmium Syd. & P. Syd. 1901
- Kernkampella Rajendren 1970
- Lipocystis Cummins 1937
- Nyssopsora Arthur 1906
- Ravenelia Berk. 1853
- Spumula Mains 1935
- Triphragmiopsis Naumov 1914
- Triphragmium Link 1825
- Ypsilospora Cummins 1941

Nazwy naukowe na podstawie Index Fungorum.